# Cobitis minamorii yodoensis
Cobitis minamorii yodoensis is een ondersoort van de straalvinnige vissen uit de familie van de modderkruipers (Cobitidae). De wetenschappelijke naam van de soort is voor het eerst geldig gepubliceerd in 2012 door Nakajima.